# 鈴木未来 (ダーツプレイヤー)
鈴木 未来（すずき みくる、1982年2月5日 -）は、日本のプロダーツプレイヤー。
ニックネームはmiracle。血液型O型。159cm。利腕：右。
2019年・2020年のBDO世界女子プロ選手権優勝者。
現在はSOFT DARTS PROFESSIONAL TOUR JAPANで活躍している。ダーツライブオフィシャルプレイヤー。

## 来歴
大阪府出身。2007年にD-CROWNに参戦。後にPERFECTにも出場していた。2013シーズンからJAPANに移籍。
2014シーズンは11勝を挙げ年間ランキング1位となる。2015年は女王に譲られるものの、2016年以降は4連覇中。
ハードダーツでも、WDFアジアパシフィックカップで優勝したこともあった。
2018年10月、イギリスで行われたWinmauワールド・マスターズでベスト8。さらにレイクサイド世界選手権出場権を獲得。2019年1月にレイクサイド・カントリークラブで行われたレイクサイド世界選手権では1回戦で前回女王リサ・アシュトンを2-0(set)で破ると、決勝まですべてストレートで勝利し、アジア人初のダーツ世界一に輝いた。
同年11月にはBoyleSportsグランドスラムに出場。また12月にロンドンで開催のウィリアムヒルワールドダーツチャンピオンシップの出場権を獲得した。本選では1回戦でジェームス・リチャードソンに2-3(set)で惜敗した。
2023年にはワールドマッチプレー併催のベットフレッド女子ワールドマッチプレーに出場。決勝でボー・グリーブに1-6(leg)で敗れ準優勝。

## ダーツ・セッティング
- バレル（ソフト）：THE MIRACLE G5（TARGET）
- バレル（ハード）：THE MIRACLE G5 SWISS POINT（TARGET）
- フライト：L-Flight PRO L3 [Shape] 鈴木未来 Ver.5（L-style）
- シャフト：Premium L-Shaft Carbon Straight 295（L-style）
- チップ：Premium Lippoint（L-style）

## 世界選手権の結果

### BDO
- 2019年: 優勝 (3 - 0 ロレイン・ウィンスタンリーに勝利)
- 2020年: 優勝 (3 - 0 リサ・アシュトンに勝利)

### PDC
- 2020年: 第1ラウンド (2 - 3 ジェームズ・リチャードソンに敗北)
- 2024年: 第1ラウンド (0 - 3 リカルド・ピエトレツコに敗北)

### WDF
- 2022年: 第2ラウンド (1 - 2 アイリーン・デ・グラーフに敗北)